# Zemianske Podhradie
Zemianske Podhradie (bis 1927 slowakisch „Zemanské Podhradie“; ungarisch Nemesváralja – bis 1907 Nemespodhragy) ist eine Gemeinde im Westen der Slowakei mit 769 Einwohnern (Stand 31. Dezember 2024), die zum Okres Nové Mesto nad Váhom, einem Teil des Trenčiansky kraj, gehört.

## Geographie
Die Gemeinde befindet sich in den Weißen Karpaten im Tal der Bošáčka. Das Ortszentrum liegt auf einer Höhe von 178 m n.m. und ist neun Kilometer von Nové Mesto nad Váhom entfernt.
Nachbargemeinden sind Nová Bošáca im Norden und Bošáca im Osten, Süden und Westen.

## Geschichte

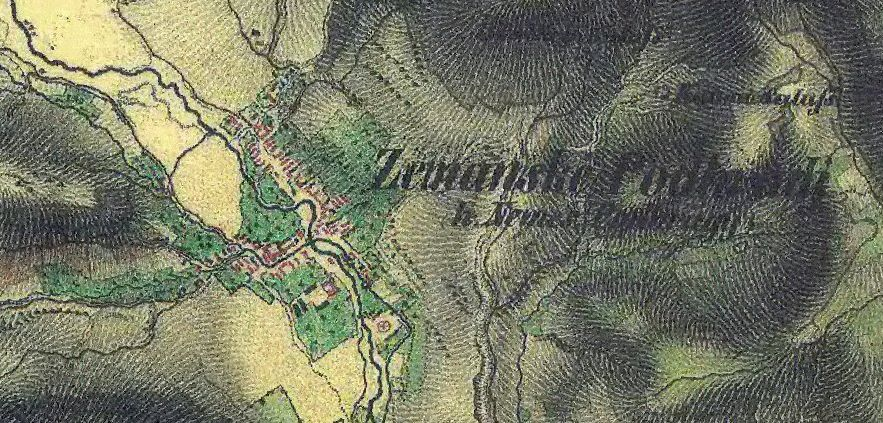
Ausschnitt aus einem Kartenblatt der Franziszeischen Landesaufnahme. Die Inschrift lautet:
Zemanské Podhradí
h. Nemes-Podhragy

Im heutigen Gemeindegebiet befand sich eine Burgstätte in der Hallstattzeit und eine Siedlung der Puchauer Kultur.
Zemianske Podhradie wurde zum ersten Mal 1397 als Podhrady schriftlich erwähnt und gehörte zum Herrschaftsgut der Burg Beckov, später war der Ort Besitz der Geschlechter Pohrády, Erdődy und Osztrolúkay. 1598 hatte das Dorf 22 Häuser. 1784 waren es bereits 149 Häuser, 178 Familien und 886 Einwohner; eine Hälfte entfiel auf Edler. 1828 zählte man 111 Häuser und 823 Einwohner, deren Haupteinnahmequellen Landwirtschaft und Furnierherstellung waren. Im 19. Jahrhundert gab es im Dorf vier Brennereien und eine Ziegelei.
Bis 1918 gehörte der im Komitat Trentschin liegende Ort zum Königreich Ungarn und kam danach zur Tschechoslowakei beziehungsweise heute Slowakei.

## Bevölkerung
| Jahr                | 1994 | 2004    | 2014    | 2024    |
| ------------------- | ---- | ------- | ------- | ------- |
| Anzahl der Personen | 801  | 783     | 773     | 769     |
| Unterschied         |      | −2,24 % | −1,27 % | −0,51 % |

| Jahr                | 2023 | 2024    |
| ------------------- | ---- | ------- |
| Anzahl der Personen | 767  | 769     |
| Unterschied         |      | +0,26 % |

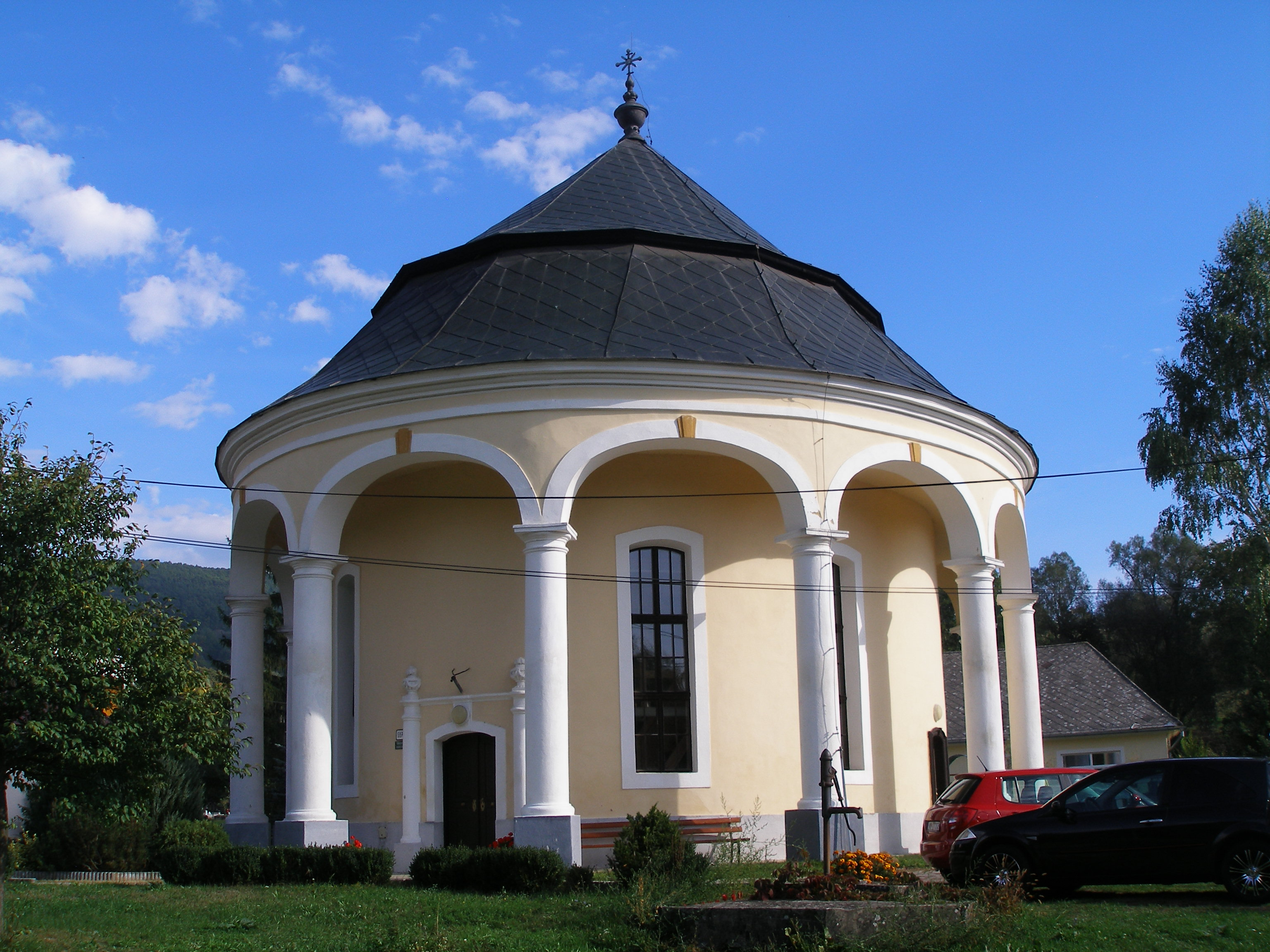
Evangelische Kirche

Nach der Volkszählung 2011 wohnten in Zemianske Podhradie 753 Einwohner, davon 738 Slowaken, 8 Tschechen, 2 Magyaren sowie jeweils 1 Deutscher, Serbe und Ukrainer. 354 Einwohner bekannten sich zur Evangelischen Kirche A. B., 217 Einwohner zur römisch-katholischen Kirche, jeweils 2 Einwohner zur evangelisch-methodistischen Kirche, zur orthodoxen Kirche und zur Pfingstbewegung sowie 1 Einwohner zur griechisch-katholischen Kirche; 3 Einwohner bekannten sich zu einer anderen Konfession. 67 Einwohner waren konfessionslos und bei 105 Einwohnern wurde die Konfession nicht ermittelt.

## Bauwerke und Denkmäler

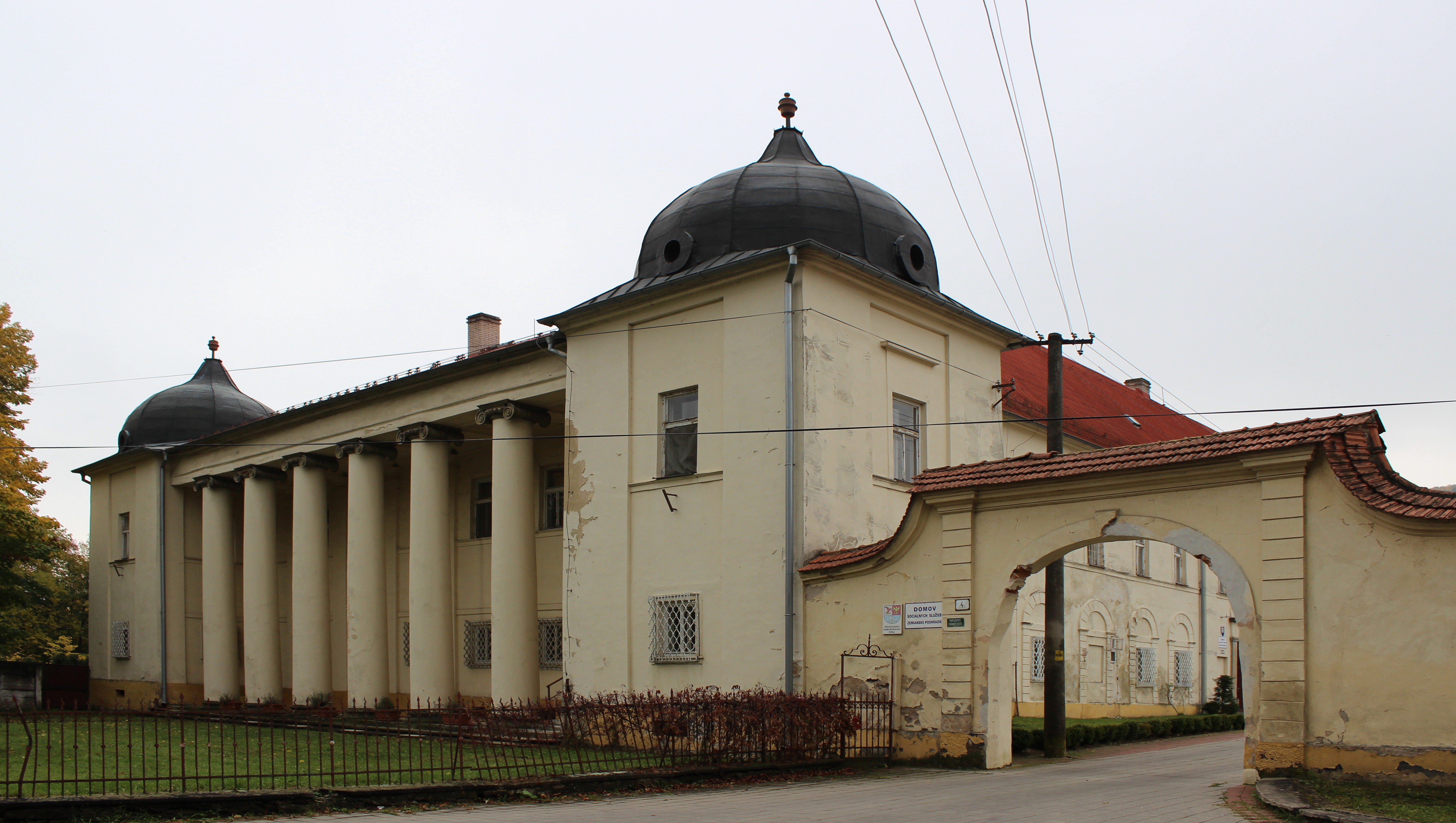
Landschloss

- Landschloss im Renaissance-Stil aus dem 17. Jahrhundert, im 19. Jahrhundert klassizistisch umgestaltet
- evangelische Kirche aus den Jahren 1784–1801 mit dem Grundriss einer Ellipse
- Glockenturm aus dem Jahr 1882

## Söhne und Töchter der Gemeinde
- Ľudovít Vladimír Rizner (1849–1913), slowakischer Schriftsteller und Bibliograph